# Darvīt
Darvīt (persiska: درویت) är en ort i Iran.   Den ligger i provinsen Kermanshah, i den västra delen av landet, 500 km väster om huvudstaden Teheran. Darvīt ligger 1 562 meter över havet och antalet invånare är 304.
Terrängen runt Darvīt är kuperad.Runt Darvīt är det ganska tätbefolkat, med 60 invånare per kvadratkilometer. Närmaste större samhälle är Gahvāreh, 15,0 km sydost om Darvīt. Omgivningarna runt Darvīt är i huvudsak ett öppet busklandskap.